# 第97回全国高等学校野球選手権大会
第97回全国高等学校野球選手権大会（だい97かいぜんこくこうとうがっこうやきゅうせんしゅけんたいかい）は、2015年（平成27年）8月6日から8月20日までの14日間（休養日を除く）にわたって阪神甲子園球場で行われた全国高等学校野球選手権大会である。
キャッチフレーズは「新たな夏、プレーボール。」。

## 概要
本大会は1915年に第1回全国中等学校優勝野球大会が開催されてから100年となるのを記念して、初めて大会のシンボルマークが佐藤卓のデザインにより制定された。
開会式では、選手権大会100周年の記念事業として、第1回大会に出場した10校の後続校の野球部員1名が100年前のユニフォームを再現し、「高校野球100年」と書かれた青帯を持って入場行進した。選手宣誓は主催者側の提案により、第1回大会優勝校の京都二中の後続校で本大会出場校でもある鳥羽高校の梅谷成悟主将が行なった。これに関連して愛知代表となった中京大中京が創部時と同じデザインのユニフォームでの出場を試み、選手の採寸も終えていたが、高野連から「県大会で身に着けたものを着ければならない」との指摘を受けたため断念した。
また、開会式直後の第1試合の始球式を王貞治 が務めた。プロ野球経験者の始球式は選抜・選手権を通じて初となる。
なお、本大会終了後に甲子園球場などで2015 WBSC U-18ワールドカップを開催するため、8月6日開幕となる。その影響で甲子園練習は行われず、出場校の選手に対する「球場施設見学会」 が開催された。甲子園練習が行われないのは、北京オリンピックの日程および出場校増の影響で8月2日に開幕した2008年（第90回）以来、7年ぶりとなる。

## 日程
- 2014年
  - 11月5日 - 第1回運営委員会を開催。大会日程を決定[13]。
- 2015年
  - 4月23日 - 第2回運営委員会を開催。
  - 6月13日 - 神奈川大会で全国のトップを切って組み合わせ抽選が行われる。
  - 6月20日 - 南北海道大会と沖縄大会を皮切りに地方大会が開幕。
  - 7月4日 - 全国高等学校野球選手権地方大会の組み合わせ抽選会がすべて終了し、参加校が前年より11校少ない3906校で確定。
  - 7月31日 - 大阪大会を最後に地方大会が終了。
  - 8月3日 - 組み合わせ抽選会をフェスティバルホールで開催。
  - 8月6日 - 開会式。第1試合開始前に村山龍平の野球殿堂表彰式[6]。
  - 8月18日 - 休養日。
  - 8月20日 - 決勝戦が行われ、東海大相模（神奈川）が、10 - 6で仙台育英（宮城）を下し、1970年（第52回）以来45年ぶり2回目の優勝[14]。閉会式。

## 代表校
| 地方大会 | 代表校     | 出場回数      |
| -------- | ---------- | ------------- |
| 北北海道 | 白樺学園   | 4年ぶり3回目  |
| 南北海道 | 北海       | 4年ぶり36回目 |
| 青森     | 三沢商     | 29年ぶり2回目 |
| 岩手     | 花巻東     | 2年ぶり8回目  |
| 秋田     | 秋田商     | 2年ぶり18回目 |
| 山形     | 鶴岡東     | 4年ぶり4回目  |
| 宮城     | 仙台育英   | 2年ぶり25回目 |
| 福島     | 聖光学院   | 9年連続12回目 |
| 茨城     | 霞ヶ浦     | 初出場        |
| 栃木     | 作新学院   | 5年連続11回目 |
| 群馬     | 健大高崎   | 2年連続3回目  |
| 埼玉     | 花咲徳栄   | 4年ぶり3回目  |
| 山梨     | 東海大甲府 | 2年連続13回目 |
| 千葉     | 専大松戸   | 初出場        |
| 東東京   | 関東第一   | 5年ぶり6回目  |
| 西東京   | 早稲田実   | 5年ぶり29回目 |
| 神奈川   | 東海大相模 | 2年連続10回目 |
| 長野     | 上田西     | 2年ぶり2回目  |
| 新潟     | 中越       | 12年ぶり9回目 |
| 富山     | 高岡商     | 7年ぶり17回目 |
| 石川     | 遊学館     | 3年ぶり6回目  |
| 福井     | 敦賀気比   | 2年連続7回目  |
| 静岡     | 静岡       | 2年連続24回目 |
| 愛知     | 中京大中京 | 5年ぶり27回目 |
| 岐阜     | 岐阜城北   | 14年ぶり3回目 |

| 地方大会 | 代表校       | 出場回数      |
| -------- | ------------ | ------------- |
| 三重     | 津商         | 初出場        |
| 滋賀     | 比叡山       | 16年ぶり8回目 |
| 京都     | 鳥羽         | 15年ぶり6回目 |
| 奈良     | 天理         | 3年ぶり27回目 |
| 和歌山   | 智弁和歌山   | 3年ぶり21回目 |
| 大阪     | 大阪偕星     | 初出場        |
| 兵庫     | 滝川第二     | 3年ぶり4回目  |
| 岡山     | 岡山学芸館   | 初出場        |
| 鳥取     | 鳥取城北     | 2年ぶり4回目  |
| 広島     | 広島新庄     | 初出場        |
| 島根     | 石見智翠館   | 2年ぶり9回目  |
| 山口     | 下関商       | 20年ぶり9回目 |
| 香川     | 寒川         | 6年ぶり2回目  |
| 愛媛     | 今治西       | 3年ぶり13回目 |
| 徳島     | 鳴門         | 4年連続10回目 |
| 高知     | 明徳義塾     | 6年連続17回目 |
| 福岡     | 九州国際大付 | 2年連続6回目  |
| 佐賀     | 龍谷         | 20年ぶり3回目 |
| 長崎     | 創成館       | 初出場        |
| 熊本     | 九州学院     | 5年ぶり8回目  |
| 大分     | 明豊         | 4年ぶり5回目  |
| 宮崎     | 宮崎日大     | 18年ぶり2回目 |
| 鹿児島   | 鹿児島実     | 5年ぶり18回目 |
| 沖縄     | 興南         | 5年ぶり10回目 |

## 試合結果

### 1回戦
| 試合日            | 試合順  | 勝利         | スコア | 敗戦       | 備考     | 試合時間  | 勝利校の次戦                   |
| ----------------- | ------- | ------------ | ------ | ---------- | -------- | --------- | ------------------------------ |
| 8月6日 （第1日）  | 第1試合 | 鹿児島実     | 18 - 4 | 北海       |          | 2時間42分 | 鹿児島実は第7日・第4試合へ     |
| 8月6日 （第1日）  | 第2試合 | 中京大中京   | 4 - 1  | 岐阜城北   |          | 1時間41分 | 中京大中京は第7日・第4試合へ   |
| 8月6日 （第1日）  | 第3試合 | 上田西       | 3 - 0  | 宮崎日大   |          | 1時間44分 | 上田西は第7日・第3試合へ       |
| 8月7日 （第2日）  | 第1試合 | 花巻東       | 4 - 2  | 専大松戸   |          | 1時間55分 | 花巻東は第8日・第4試合へ       |
| 8月7日 （第2日）  | 第2試合 | 広島新庄     | 4 - 2  | 霞ヶ浦     |          | 1時間57分 | 広島新庄は第8日・第1試合へ     |
| 8月7日 （第2日）  | 第3試合 | 九州国際大付 | 8 - 2  | 鳴門       |          | 1時間55分 | 九州国際大付は第8日・第3試合へ |
| 8月7日 （第2日）  | 第4試合 | 東海大甲府   | 8 - 7  | 静岡       |          | 2時間37分 | 東海大甲府は第8日・第2試合へ   |
| 8月8日 （第3日）  | 第1試合 | 早稲田実     | 6 - 0  | 今治西     |          | 1時間58分 | 早稲田実は第8日・第1試合へ     |
| 8月8日 （第3日）  | 第2試合 | 敦賀気比     | 4x - 3 | 明徳義塾   | 延長10回 | 2時間13分 | 敦賀気比は第8日・第4試合へ     |
| 8月8日 （第3日）  | 第3試合 | 大阪偕星     | 7 - 3  | 比叡山     | 延長10回 | 2時間29分 | 大阪偕星は第8日・第3試合へ     |
| 8月8日 （第3日）  | 第4試合 | 下関商       | 4x - 3 | 白樺学園   | 延長11回 | 1時間55分 | 下関商は第8日・第2試合へ       |
| 8月9日 （第4日）  | 第1試合 | 津商         | 9 - 4  | 智弁和歌山 |          | 2時間30分 | 津商は第9日・第2試合へ         |
| 8月9日 （第4日）  | 第2試合 | 創成館       | 3x - 2 | 天理       |          | 2時間2分  | 創成館は第9日・第3試合へ       |
| 8月9日 （第4日）  | 第3試合 | 滝川第二     | 4x - 3 | 中越       |          | 2時間5分  | 滝川第二は第9日・第1試合へ     |
| 8月9日 （第4日）  | 第4試合 | 仙台育英     | 12 - 1 | 明豊       |          | 2時間11分 | 仙台育英は第9日・第1試合へ     |
| 8月10日 （第5日） | 第1試合 | 健大高崎     | 10 - 4 | 寒川       |          | 2時間3分  | 健大高崎は第9日・第3試合へ     |
| 8月10日 （第5日） | 第2試合 | 鳥羽         | 7 - 1  | 岡山学芸館 |          | 1時間58分 | 鳥羽は第9日・第2試合へ         |

### 2回戦
| 試合日            | 試合順  | 勝利         | スコア  | 敗戦       | 試合時間  | 勝利校の次戦                    |
| ----------------- | ------- | ------------ | ------- | ---------- | --------- | ------------------------------- |
| 8月10日           | 第3試合 | 秋田商       | 3 - 1   | 龍谷       | 1時間54分 | 秋田商は第11日・第1試合へ       |
| 8月11日 （第6日） | 第1試合 | 鶴岡東       | 9 - 6   | 鳥取城北   | 2時間17分 | 鶴岡東は第10日・第2試合へ       |
| 8月11日 （第6日） | 第2試合 | 関東第一     | 12 - 10 | 高岡商     | 2時間44分 | 関東第一は第11日・第2試合へ     |
| 8月11日 （第6日） | 第3試合 | 興南         | 6x - 5  | 石見智翠館 | 2時間34分 | 興南は第11日・第4試合へ         |
| 8月11日 （第6日） | 第4試合 | 花咲徳栄     | 15 - 3  | 三沢商     | 2時間     | 花咲徳栄は第10日・第2試合へ     |
| 8月12日 （第7日） | 第1試合 | 東海大相模   | 6 - 1   | 聖光学院   | 1時間47分 | 東海大相模は第10日・第3試合へ   |
| 8月12日 （第7日） | 第2試合 | 遊学館       | 5 - 3   | 九州学院   | 1時間39分 | 遊学館は第10日・第3試合へ       |
| 8月12日 （第7日） | 第3試合 | 作新学院     | 10 - 6  | 上田西     | 2時間15分 | 作新学院は第10日・第4試合へ     |
| 8月12日 （第7日） | 第4試合 | 中京大中京   | 7 - 3   | 鹿児島実   | 2時間1分  | 中京大中京は第11日・第2試合へ   |
| 8月13日 （第8日） | 第1試合 | 早稲田実     | 7 - 6   | 広島新庄   | 2時間16分 | 早稲田実は第10日・第1試合へ     |
| 8月13日 （第8日） | 第2試合 | 東海大甲府   | 9 - 1   | 下関商     | 2時間2分  | 東海大甲府は第10日・第1試合へ   |
| 8月13日 （第8日） | 第3試合 | 九州国際大付 | 10x - 9 | 大阪偕星   | 2時間1分  | 九州国際大付は第10日・第4試合へ |
| 8月13日 （第8日） | 第4試合 | 花巻東       | 8 - 3   | 敦賀気比   | 2時間4分  | 花巻東は第11日・第3試合へ       |
| 8月14日 （第9日） | 第1試合 | 仙台育英     | 7 - 1   | 滝川第二   | 1時間57分 | 仙台育英は第11日・第3試合へ     |
| 8月14日 （第9日） | 第2試合 | 鳥羽         | 4 - 2   | 津商       | 1時間40分 | 鳥羽は第11日・第4試合へ         |
| 8月14日 （第9日） | 第3試合 | 健大高崎     | 8 - 3   | 創成館     | 2時間1分  | 健大高崎は第11日・第1試合へ     |

### 3回戦
| 試合日             | 試合順  | 勝利         | スコア | 敗戦       | 備考     | 試合時間  | 勝利校の次戦                      |
| ------------------ | ------- | ------------ | ------ | ---------- | -------- | --------- | --------------------------------- |
| 8月15日 （第10日） | 第1試合 | 早稲田実     | 8 - 4  | 東海大甲府 |          | 2時間14分 | 早稲田実は準々決勝・1試合目へ     |
| 8月15日 （第10日） | 第2試合 | 花咲徳栄     | 1 - 0  | 鶴岡東     |          | 1時間58分 | 花咲徳栄は準々決勝・2試合目へ     |
| 8月15日 （第10日） | 第3試合 | 東海大相模   | 11 - 2 | 遊学館     |          | 2時間17分 | 東海大相模は準々決勝・2試合目へ   |
| 8月15日 （第10日） | 第4試合 | 九州国際大付 | 2 - 0  | 作新学院   |          | 1時間49分 | 九州国際大付は準々決勝・1試合目へ |
| 8月16日 （第11日） | 第1試合 | 秋田商       | 4 - 3  | 健大高崎   | 延長10回 | 2時間12分 | 秋田商は準々決勝・3試合目へ       |
| 8月16日 （第11日） | 第2試合 | 関東第一     | 1x - 0 | 中京大中京 |          | 1時間58分 | 関東第一は準々決勝・4試合目へ     |
| 8月16日 （第11日） | 第3試合 | 仙台育英     | 4 - 3  | 花巻東     |          | 1時間50分 | 仙台育英は準々決勝・3試合目へ     |
| 8月16日 （第11日） | 第4試合 | 興南         | 4 - 3  | 鳥羽       |          | 2時間7分  | 興南は準々決勝・4試合目へ         |

### 準々決勝
| 試合日             | 試合順  | 勝利       | スコア | 敗戦         | 試合時間  | 勝利校の次戦                  |
| ------------------ | ------- | ---------- | ------ | ------------ | --------- | ----------------------------- |
| 8月17日 （第12日） | 第1試合 | 早稲田実   | 8 - 1  | 九州国際大付 | 1時間53分 | 早稲田実は準決勝・1試合目へ   |
| 8月17日 （第12日） | 第2試合 | 東海大相模 | 4x - 3 | 花咲徳栄     | 2時間16分 | 東海大相模は準決勝・2試合目へ |
| 8月17日 （第12日） | 第3試合 | 仙台育英   | 6 - 3  | 秋田商       | 1時間51分 | 仙台育英は準決勝・1試合目へ   |
| 8月17日 （第12日） | 第4試合 | 関東第一   | 5 - 4  | 興南         | 2時間31分 | 関東第一は準決勝・2試合目へ   |

### 準決勝
| 試合日             | 試合順  | 勝利       | スコア | 敗戦     | 試合時間  |
| ------------------ | ------- | ---------- | ------ | -------- | --------- |
| 8月19日 （第13日） | 第1試合 | 仙台育英   | 7 - 0  | 早稲田実 | 1時間52分 |
| 8月19日 （第13日） | 第2試合 | 東海大相模 | 10 - 3 | 関東第一 | 2時間21分 |

### 決勝
8月20日（第14日）
|            | 1 | 2 | 3 | 4 | 5 | 6 | 7 | 8 | 9 | R  | H  | E |
| ---------- | - | - | - | - | - | - | - | - | - | -- | -- | - |
| 東海大相模 | 2 | 0 | 2 | 2 | 0 | 0 | 0 | 0 | 4 | 10 | 15 | 3 |
| 仙台育英   | 0 | 0 | 3 | 0 | 0 | 3 | 0 | 0 | 0 | 6  | 9  | 2 |

1. （東）：小笠原 - 長倉
2. （仙）：佐藤世 - 郡司
3. 本塁打
（東）：小笠原
4. 審判
［球審］古川
［塁審］田中・堅田・土井
5. 試合時間：2時間17分

| 東海大相模 | 東海大相模 | 東海大相模          |
| 打順       | 守備       | 選手                |
| ---------- | ---------- | ------------------- |
| 1          | [二]       | 千野啓二郎（3年）   |
| 2          | [中]       | 宮地恭平（3年）     |
| 3          | [遊]       | 杉崎成輝（3年）     |
| 4          | [右]       | 豊田寛（3年）       |
| 5          | [一]       | 磯網栄登（3年）     |
| 6          | [捕]       | 長倉蓮（3年）       |
| 7          | [左]       | 竹内大貴（3年）     |
| 8          | [三]       | 川地星太朗（3年）   |
| 9          | [投]       | 小笠原慎之介（3年） |

| 仙台育英 | 仙台育英 | 仙台育英          |
| 打順     | 守備     | 選手              |
| -------- | -------- | ----------------- |
| 1        | [三]     | 佐藤将太（3年）   |
| 2        | [中]     | 青木玲磨（3年）   |
| 3        | [遊]     | 平沢大河（3年）   |
| 4        | [捕]     | 郡司裕也（3年）   |
| 5        | [一]右   | 百目木優貴（3年） |
| 6        | [左]     | 紀伊海秀（3年）   |
|          | 左       | 山本昇応太（3年） |
| 7        | [右]     | 佐々木柊野（3年） |
|          | 打一     | 西巻賢二（1年）   |
| 8        | [二]     | 谷津航大（3年）   |
| 9        | [投]     | 佐藤世那（3年）   |
|          | 打       | 立山貴大（3年）   |

## 大会本塁打
1回戦
- 第1号：鎌仲純平（北海）
- 第2号：林中勇輝（敦賀気比）
- 第3号：加藤隆舗（白樺学園）
- 第4号：山本龍河（智弁和歌山）
- 第5号：平沢大河（仙台育英）
- 第6号：小薗晋之介（鳥羽）

2回戦
- 第7号：黒川大翔（鶴岡東）
- 第8号：伊藤雅人（関東第一）
- 第9号：冨田日南登（三沢商）
- 第10号：金渕幹永（三沢商）
- 第11号：大瀧愛斗（花咲徳栄）
- 第12号：飯塚隆哉（東海大甲府）
- 第13号：岩崎魁人（九州国際大付）
- 第14号：山本武白志（九州国際大付）
- 第15号：姫野優也（大阪偕星）
- 第16号：山本武白志（九州国際大付）
- 第17号：篠原涼（敦賀気比）
- 第18号：郡司裕也（仙台育英）

3回戦
- 第19号：清宮幸太郎（早稲田実）
- 第20号：加藤雅樹（早稲田実）
- 第21号：山本武白志（九州国際大付）
- 第22号：長嶋亮磨（関東第一）
- 第23号：熊谷星南（花巻東）

準々決勝
- 第24号：富田直希（早稲田実）
- 第25号：清宮幸太郎（早稲田実）
- 第26号：富田直希（早稲田実）
- 第27号：平沢大河（仙台育英）
- 第28号：長嶋亮磨（関東第一）
- 第29号：オコエ瑠偉（関東第一）

準決勝
- 第30号：平沢大河（仙台育英）
- 第31号：豊田寛（東海大相模）

決勝
- 第32号：小笠原慎之介（東海大相模）

## その他の主な出場選手
- 河村説人（白樺学園）
- 高橋樹也（花巻東）
- 千葉耕太（花巻東）
- 成田翔（秋田商）
- 佐藤都志也（聖光学院）
- 綾部翔（霞ヶ浦）
- 佐野如一（霞ヶ浦）
- 入江大生（作新学院）
- 柘植世那（健大高崎）
- 岡﨑大輔（花咲徳栄）
- 高橋昂也（花咲徳栄）

- 髙部瑛斗（東海大甲府）
- 亀田啓太（東海大甲府）
- 渡邉大樹（専大松戸）
- 原嵩（専大松戸）
- 吉田凌（東海大相模）
- 小孫竜二（遊学館）
- 石森大誠（遊学館）
- 保科広一（遊学館）
- 平沼翔太（敦賀気比）
- 山﨑颯一郎（敦賀気比）
- 堀内謙伍（静岡）

- 鈴木将平（静岡）
- 中村健人（中京大中京）
- 長谷部銀次（中京大中京）
- 森浦大輔（天理）
- 堀瑞輝（広島新庄）
- 河野竜生（鳴門）
- 中山晶量（鳴門）
- 古賀優大（明徳義塾）
- 富山凌雅（九州国際大付）
- 伊勢大夢（九州学院）
- 村上宗隆（九州学院）

## 出来事
- TBSのカメラマンが取材証を持たずに取材禁止区域内での取材を行ったとして大会本部はTBSから取材許可証を剥奪した。大会本部はTBSに対して次回以降の大会も発行しない見通しになっている。また、長崎文化放送（テレビ朝日系）の社員が借りた記者証で不正入場したとして、次回大会での記者証不交付処分となった[16][17][18]。
- この年からABCテレビ制作の決勝戦地上波放送枠がネットワークセールスからローカルセールスへと変更されたことから、テレビ朝日と福井放送（日本テレビ／テレビ朝日クロスネット局）が中継を取り止め、ワイプCMもABCテレビ以外では見られなくなった。

## 各地方大会の日程
- 参加チーム数は、日本高野連の発表に基づき、複数校で構成される連合チームを1チームとしてカウント。
- 連…連合チームが参加（○…あり、×…なし）

| 地方大会 | 日程              | チーム数 | 使用球場数（決勝戦の会場）                    | 準優勝校     | 連 |
| -------- | ----------------- | -------- | --------------------------------------------- | ------------ | -- |
| 北北海道 | 6月27日 - 7月24日 | 102      | 6（旭川スタルヒン球場）                       | 旭川実       | ○  |
| 南北海道 | 6月20日 - 7月25日 | 119      | 7（札幌市円山球場）                           | 北照         | ○  |
| 青森     | 7月9日 - 7月22日  | 68       | 4（青森市営野球場）                           | 八戸学院光星 | ×  |
| 岩手     | 7月10日 - 7月24日 | 70       | 4（岩手県営野球場）                           | 一関学院     | ○  |
| 秋田     | 7月11日 - 7月24日 | 49       | 4（こまちスタジアム）                         | 秋田南       | ○  |
| 山形     | 7月10日 - 7月25日 | 49       | 5（荘内銀行・日新製薬スタジアムやまがた）     | 羽黒         | ×  |
| 宮城     | 7月7日 - 7月21日  | 73       | 5（楽天koboスタジアム宮城）                   | 古川工       | ×  |
| 福島     | 7月9日 - 7月26日  | 78       | 8（県営あづま球場）                           | 日大東北     | ○  |
| 茨城     | 7月4日 - 7月24日  | 101      | 6（水戸市民球場）                             | 日立一       | ○  |
| 栃木     | 7月11日 - 7月26日 | 63       | 3（宇都宮清原球場）                           | 国学院栃木   | ○  |
| 群馬     | 7月11日 - 7月26日 | 67       | 3（上毛新聞敷島球場）                         | 桐生第一     | ○  |
| 埼玉     | 7月10日 - 7月28日 | 157      | 10（埼玉県営大宮公園野球場）                  | 白岡         | ○  |
| 山梨     | 7月11日 - 7月27日 | 37       | 2（山日YBS球場）                              | 甲府城西     | ○  |
| 千葉     | 7月10日 - 7月26日 | 170      | 11（QVCマリンフィールド）                     | 習志野       | ○  |
| 東東京   | 7月4日 - 7月27日  | 137      | 6（明治神宮野球場）                           | 日大豊山     | ○  |
| 西東京   | 7月5日 - 7月26日  | 130      | 7（明治神宮野球場）                           | 東海大菅生   | ○  |
| 神奈川   | 7月11日 - 7月28日 | 186      | 12（横浜スタジアム）                          | 横浜         | ○  |
| 長野     | 7月11日 - 7月26日 | 86       | 4（松本市野球場）                             | 佐久長聖     | ○  |
| 新潟     | 7月10日 - 7月26日 | 86       | 7（HARD OFF ECOスタジアム新潟）               | 日本文理     | ○  |
| 富山     | 7月11日 - 7月25日 | 47       | 5（高岡西部総合公園野球場）                   | 富山東       | ×  |
| 石川     | 7月11日 - 7月27日 | 50       | 3（石川県立野球場）                           | 金沢         | ○  |
| 福井     | 7月11日 - 7月23日 | 31       | 2（敦賀市総合運動公園野球場）                 | 福井工大福井 | ×  |
| 静岡     | 7月11日 - 7月29日 | 112      | 10（草薙球場）                                | 飛龍         | ×  |
| 愛知     | 7月11日 - 7月30日 | 189      | 10（パロマ瑞穂野球場）                        | 愛工大名電   | ○  |
| 岐阜     | 7月4日 - 7月24日  | 67       | 7（長良川球場）                               | 斐太         | ×  |
| 三重     | 7月10日 - 7月28日 | 63       | 4（四日市市営霞ヶ浦第一野球場）               | いなべ総合   | ×  |
| 滋賀     | 7月11日 - 7月28日 | 52       | 2（皇子山球場）                               | 近江         | ○  |
| 京都     | 7月11日 - 7月27日 | 78       | 3（わかさスタジアム京都）                     | 立命館宇治   | ×  |
| 奈良     | 7月11日 - 7月27日 | 42       | 1（佐藤薬品スタジアム）                       | 大和広陵     | ○  |
| 和歌山   | 7月9日 - 7月26日  | 39       | 1（和歌山県営紀三井寺公園野球場）             | 和歌山商     | ×  |
| 大阪     | 7月11日 - 7月31日 | 180      | 8（舞洲ベースボールスタジアム）               | 大体大浪商   | ○  |
| 兵庫     | 7月11日 - 7月29日 | 162      | 9（明石トーカロ球場）                         | 明石商       | ×  |
| 岡山     | 7月11日 - 7月25日 | 59       | 4（マスカットスタジアム）                     | 創志学園     | ×  |
| 鳥取     | 7月11日 - 7月25日 | 25       | 1（コカ・コーラウエストスポーツパーク野球場） | 鳥取西       | ×  |
| 広島     | 7月10日 - 7月26日 | 93       | 8（しまなみ球場）                             | 呉           | ○  |
| 島根     | 7月14日 - 7月27日 | 39       | 2（松江市営野球場）                           | 大東         | ×  |
| 山口     | 7月11日 - 7月28日 | 59       | 5（西京スタジアム）                           | 下関国際     | ×  |
| 香川     | 7月11日 - 7月28日 | 40       | 1（レクザムスタジアム）                       | 丸亀城西     | ×  |
| 愛媛     | 7月11日 - 7月27日 | 58       | 4（坊っちゃんスタジアム）                     | 小松         | ×  |
| 徳島     | 7月11日 - 7月29日 | 31       | 1（オロナミンC球場）                          | 城南         | ×  |
| 高知     | 7月18日 - 7月29日 | 31       | 2（高知県立春野運動公園野球場）               | 高知         | ○  |
| 福岡     | 7月4日 - 7月28日  | 136      | 11（小郡市野球場）                            | 東海大五     | ×  |
| 佐賀     | 7月11日 - 7月28日 | 41       | 2（みどりの森県営球場）                       | 唐津商       | ×  |
| 長崎     | 7月10日 - 7月27日 | 57       | 2（長崎ビッグNスタジアム）                    | 海星         | ×  |
| 熊本     | 7月5日 - 7月25日  | 64       | 3（藤崎台県営野球場）                         | 文徳         | ○  |
| 大分     | 7月8日 - 7月27日  | 46       | 1（別大興産スタジアム）                       | 大分商       | ○  |
| 宮崎     | 7月11日 - 7月28日 | 49       | 2（KIRISHIMAサンマリンスタジアム宮崎）        | 宮崎学園     | ×  |
| 鹿児島   | 7月4日 - 7月25日  | 76       | 2（鹿児島県立鴨池野球場）                     | 鹿児島城西   | ○  |
| 沖縄     | 6月20日 - 7月19日 | 62       | 3（沖縄セルラースタジアム那覇）               | 糸満         | ×  |

1. ↑  地方大会の日程（朝日新聞デジタル 第97回全国高校野球選手権大会）
2. 1 2  野球情報最前線 -球音の響き-
3. ↑  
| 支部         | 空知 | 空知 | 旭川 | 旭川 | 旭川 | 名寄 | 名寄 | 北見 | 北見 | 北見 | 十勝 | 十勝 | 十勝 | 釧根 | 釧根 | 釧根 |
| ブロック     | A    | B    | A    | B    | C    | A    | B    | A    | B    | C    | A    | B    | C    | A    | B    | C    |
| 参加チーム数 | 7    | 7    | 7    | 7    | 8    | 4    | 5    | 6    | 6    | 6    | 7    | 7    | 7    | 6    | 6    | 6    |
| 使用球場数   | 1    | 1    | 1    | 1    | 1    | 1    | 1    | 1    | 1    | 1    | 1    | 1    | 1    | 1    | 1    | 1    |
4. ↑  
| 支部         | 札幌 | 札幌 | 札幌 | 札幌 | 札幌 | 札幌 | 札幌 | 函館 | 函館 | 函館 | 室蘭 | 室蘭 | 室蘭 | 小樽 | 小樽 |
| ブロック     | A    | B    | C    | D    | E    | F    | G    | A    | B    | C    | A    | B    | C    | A    | B    |
| 参加チーム数 | 8    | 8    | 8    | 9    | 8    | 8    | 9    | 8    | 8    | 9    | 8    | 8    | 8    | 6    | 6    |
| 使用球場数   | 3    | 3    | 3    | 3    | 3    | 3    | 3    | 1    | 1    | 1    | 1    | 1    | 1    | 1    | 1    |
5. ↑  出場を辞退した気仙沼向洋を含む。
6. ↑  出場を辞退した峡南を含む。